# Sitia
Sitia (tiếng Hy Lạp: ?) là một khu tự quản ở vùng Kríti, Hy Lạp. Khu tự quản Sitia có diện tích 627 km², dân số theo điều tra ngày 18 tháng 3 năm 2001 là 18856 người.